# Sắt(I) iodide
Sắt(I) iodide là một hợp chất vô cơ có công thức hóa học FeI.
Sắt(I) iodide không ổn định và có thể thu được bằng sự phân hủy nhiệt của Fe(CO)2I. Dưới áp suất cao (123 ÷ 360 GPa), nhóm không gian của nó là P1, các hằng số mạng tinh thể a = 4,257, b = 4,256, c = 4,262, α = 100,9°. Khi áp suất tăng lên, nguyên tử Fe của FeI trở thành chất nhận điện tử và tiếp tục nhận electron từ iod.